# STARD4
STARD4 (англ. StAR related lipid transfer domain containing 4) – білок, який кодується однойменним геном, розташованим у людей на короткому плечі 5-ї хромосоми. Довжина поліпептидного ланцюга білка становить 205 амінокислот, а молекулярна маса — 23 517.
| 10         |  | 20         |  | 30         |  | 40         |  | 50         |
| ---------- |  | ---------- |  | ---------- |  | ---------- |  | ---------- |
| MEGLSDVASF |  | ATKLKNTLIQ |  | YHSIEEDKWR |  | VAKKTKDVTV |  | WRKPSEEFNG |
| YLYKAQGVID |  | DLVYSIIDHI |  | RPGPCRLDWD |  | SLMTSLDILE |  | NFEENCCVMR |
| YTTAGQLWNI |  | ISPREFVDFS |  | YTVGYKEGLL |  | SCGISLDWDE |  | KRPEFVRGYN |
| HPCGWFCVPL |  | KDNPNQSLLT |  | GYIQTDLRGM |  | IPQSAVDTAM |  | ASTLTNFYGD |
| LRKAL      |  |            |  |            |  |            |  |            |

A: Аланін

C: Цистеїн

D: Аспарагінова кислота

E: Глутамінова кислота

F: Фенілаланін

G: Гліцин

H: Гістидин

I: Ізолейцин

K: Лізин

L: Лейцин

M: Метіонін

N: Аспарагін

P: Пролін

Q: Глутамін

R: Аргінін

S: Серин

T: Треонін

V: Валін

W: Триптофан

Задіяний у таких біологічних процесах, як транспорт, транспорт ліпідів, альтернативний сплайсинг. 
Білок має сайт для зв'язування з ліпідами. 